# Henry Paget, V marchese di Anglesey
Henry Cyril Paget, V marchese di Anglesey (Parigi, 16 giugno 1875 – Monte Carlo, 14 marzo 1905), è stato un nobile britannico, noto per i suoi modi stravaganti e per le spese eccentriche che lo portarono a dilapidare la fortuna di famiglia.

## Biografia
Henry Cyril Paget nacque a Parigi, figlio del IV marchese di Anglesey e della sua seconda moglie Blanche Mary Boyd. Pettegolezzi dell'epoca sostenevano che il suo vero padre fosse l'attore francese Benoît-Constant Coquelin, una diceria rafforzata dal fatto che dopo la morte della madre nel 1877 Page fu allevato dalla cognata di Coquelin, che se ne occupò fino al 1883. In realtà questo fatto non costituisce una prova particolarmente significativa, dato che Edith Marion Boyd, la cognata di Coquelin, era la zia della madre di Henry Paget e che non sarebbe diventata cognata di Coquelin prima del 1891, quando sposò Gustave Coquelin. Il futuro quinto marchese studiò all'Eton College e poi privatamente. Nel 1898 sposò sua cugina Lilian Florence Maud Chetwynd e nello stesso anno, alla morte del padre, ereditò il titolo, le vaste tenute di famiglia nello Straffordshire, nel Dorset, nell'Anglesey e nel Derbyshire, oltre che una rendita di centodiecimila sterline all'anno (l'equivalente di dodici milioni di sterline nel 2019).
Il marchese si guadagnò rapidamente una reputazione da eccentrico per le sue spese sconsiderate e per i suoi gusti stravaganti. Amante di gioielli e pellicce, Paget rinominò la sede di famiglia "Anglesey Castle" e convertì la cappella in un teatro con centocinquanta posti, il Gaiety Theatre. Qui il marchese si esibiva nei ruoli principali delle commedie e delle pantomime che metteva in scena senza badare a spese, tra cui Un marito ideale di Oscar Wilde e l'Enrico V di Shakespeare. Paget allestiva anche balletti, spettacoli musicali, varietà e tableaux vivants, che metteva in scena davanti a un pubblico selezionato di cittadini locali. Nel 1901 fece modernizzare il teatro introducendo la luce elettrica ed aprendolo al pubblico. Dopo aver fondato una propria compagnia teatrale, Paget guidò i suoi artisti in una tournée britannica ed europea durata tre anni. La moglie intanto ottenne una licenzia di divorzio il 7 novembre 1900, anche se il matrimonio fu in realtà annullato perché mai consumato. La fine del matrimonio diede a Paget ulteriore libertà nello spendere senza controllo, fino ad ipotecare le tenute per finanziare le sue velleità artistiche.
Oltre allo stile di vita sopra le righe e alla fine del matrimonio, Paget si ritrovò al centro di un grosso caso di furto: il 10 settembre 1901 il suo valletto Julian Gault lo derubò di gioielli del valore di cinquantamila sterline. Approfittando dell'assenza del padrone, andato a teatro, Gault derubò Paget, a detta sua, su commissione di un'antiquaria francese di nome Mathilde; Gault si dichiarò colpevole all'Old Bailey il 22 ottobre 1901 e fu condannato a cinque anni di reclusione.
Nonostante la rendita e l'eredita, entro il 1904 Paget aveva già accumulato debiti per 544.000 sterline, l'equivalente di sessanta milioni di sterline odierne. L'11 giugno 1904 dichiarò bancarotta e dovette vendere guardaroba e gioielli per pagare i creditori. La sola vendita dei gioielli gli valse ottantamila sterline. Morì a Monte Carlo di tubercolosi nel 1905 all'età di ventinove anni, vegliato dall'ex moglie. Le sue spoglie furono trasferite alla chiesa di St Edwen a Llanedwen. Il titolo passò al cugino Charles Paget, che divenne il sesto marchese di Anglesey. I debiti di Henry Paget gli sopravvissero e negli anni trenta alcune delle proprietà di famiglia furono vendute per finire di pagare i suoi debiti.

## Sessualità
Noto per gli atteggiamenti effeminati, l'amore per il cross-dressing e il matrimonio mai consumato, Henry Paget è stato molto probabilmente omosessuale secondo un gran numero di storici. Negli anni settanta H. Montgomery Hyde lo definì "il più notorio aristocratico omosessuale di questo periodo". Non vi sono tuttavia prove che Paget abbia avuto relazioni affettive o sessuali né con uomini né con donne. Fu abbandonato per la prima volta dalla moglie dopo sei settimane dalle nozze e secondo lo storico Christopher Sykes il matrimonio non fu mai consumato anche perché le uniche occasione in cui Paget voleva che la moglie si spogliasse erano solo per ricoprire il suo corpo nudo di gioielli, senza però toccarlo. Quando Charles Paget assunse il titolo dopo la morte del cugino, distrusse tutti i documenti e il carteggio del precedente marchese, un fatto che ha fatto sospettare a diversi storici che Charles Paget abbia voluto disfarsi di una possibile fonte di scandalo.

## Ascendenza
|                                      |             |                     | Genitori                                        |  |  | Nonni |  |  | Bisnonni                                    |  |  | Trisnonni                        |  |
|                                      |             |                     |                                                 |  |  |       |  |  | Henry William Paget, I marchese di Anglesey |  |  | Henry Paget, I conte di Uxbridge |  |
|                                      |             |                     |                                                 |  |  |       |  |  | Henry William Paget, I marchese di Anglesey |  |  | Henry Paget, I conte di Uxbridge |  |
|                                      |             | Jane Champagne      |                                                 |  |  |       |  |  | Henry William Paget, I marchese di Anglesey |  |  |                                  |  |
| Henry Paget, II marchese di Anglesey |             |                     |                                                 |  |  |       |  |  | Henry William Paget, I marchese di Anglesey |  |  |                                  |  |
|                                      |             | Caroline Villiers   | George Villiers, IV conte di Jersey             |  |  |       |  |  |                                             |  |  |                                  |  |
|                                      |             | Caroline Villiers   | George Villiers, IV conte di Jersey             |  |  |       |  |  |                                             |  |  |                                  |  |
|                                      |             | Caroline Villiers   | Frances Twysden                                 |  |  |       |  |  |                                             |  |  |                                  |  |
| Henry Paget, IV marchese di Anglesey |             | Caroline Villiers   |                                                 |  |  |       |  |  |                                             |  |  |                                  |  |
|                                      |             | Charles Bagot       | William Bagot, I barone Bagot                   |  |  |       |  |  |                                             |  |  |                                  |  |
|                                      |             | Charles Bagot       | William Bagot, I barone Bagot                   |  |  |       |  |  |                                             |  |  |                                  |  |
|                                      |             | Charles Bagot       | Elizabeth Louisa St. John                       |  |  |       |  |  |                                             |  |  |                                  |  |
| Henrietta Bagot                      |             | Charles Bagot       |                                                 |  |  |       |  |  |                                             |  |  |                                  |  |
|                                      |             | Mary Wellesley-Pole | William Wellesley-Pole, III conte di Mornington |  |  |       |  |  |                                             |  |  |                                  |  |
|                                      |             | Mary Wellesley-Pole | William Wellesley-Pole, III conte di Mornington |  |  |       |  |  |                                             |  |  |                                  |  |
|                                      |             | Mary Wellesley-Pole | Katherine Forbes                                |  |  |       |  |  |                                             |  |  |                                  |  |
| Henry Paget, V marchese di Anglesey  |             | Mary Wellesley-Pole |                                                 |  |  |       |  |  |                                             |  |  |                                  |  |
|                                      | Edward Boyd | William Boyd        |                                                 |  |  |       |  |  |                                             |  |  |                                  |  |
|                                      | Edward Boyd | William Boyd        |                                                 |  |  |       |  |  |                                             |  |  |                                  |  |
|                                      | Edward Boyd | Joanna Maitland     |                                                 |  |  |       |  |  |                                             |  |  |                                  |  |
| John Christian Curwen Boyd           | Edward Boyd |                     |                                                 |  |  |       |  |  |                                             |  |  |                                  |  |
|                                      |             | Janet Yule          | Benjamin Yule                                   |  |  |       |  |  |                                             |  |  |                                  |  |
|                                      |             | Janet Yule          | Benjamin Yule                                   |  |  |       |  |  |                                             |  |  |                                  |  |
|                                      |             | Janet Yule          | …                                               |  |  |       |  |  |                                             |  |  |                                  |  |
| Blanche Mary Boyd                    |             | Janet Yule          |                                                 |  |  |       |  |  |                                             |  |  |                                  |  |
|                                      |             | Robert Campbell     | …                                               |  |  |       |  |  |                                             |  |  |                                  |  |
|                                      |             | Robert Campbell     | …                                               |  |  |       |  |  |                                             |  |  |                                  |  |
|                                      |             | Robert Campbell     | …                                               |  |  |       |  |  |                                             |  |  |                                  |  |
| Margaret Roberta Campbell            |             | Robert Campbell     |                                                 |  |  |       |  |  |                                             |  |  |                                  |  |
|                                      |             | …                   | …                                               |  |  |       |  |  |                                             |  |  |                                  |  |
|                                      |             | …                   | …                                               |  |  |       |  |  |                                             |  |  |                                  |  |
|                                      |             | …                   | …                                               |  |  |       |  |  |                                             |  |  |                                  |  |
|                                      |             | …                   |                                                 |  |  |       |  |  |                                             |  |  |                                  |  |